# 卵叶蓬莱葛
卵叶蓬莱葛（学名：Gardneria ovata）为马钱科蓬莱葛属下的一个种。产屏边、西双版纳、景洪；生于海拔650—1200米。分布于广西（凌云、乐业）。印度、斯里兰卡、泰国、马来西亚、爪哇西部也有。

## 扩展阅读
- 維基物種上的相關：卵叶蓬莱葛